# Peter Royen
Peter Royen (* 28. Mai 1923 in Amsterdam; † 19. Juni 2013 in Düsseldorf) war ein niederländischer Maler, Graphiker und Bildhauer.

## Leben
Royen kam 1946 von Amsterdam nach Düsseldorf, um bei seinem künstlerischen Vorbild Otto Pankok, der im selben Jahr als Professor an die Kunstakademie Düsseldorf berufen worden war, zu studieren. Für einen Niederländer war es so kurz nach dem Ende des Zweiten Weltkriegs eine unerhörte Entscheidung, in Deutschland leben und arbeiten zu wollen, doch die Bewunderung für den während des Nationalsozialismus mit Berufsverbot belegten Pankok ließ ihn diesen Schritt unternehmen.
An der Kunstakademie Düsseldorf lernte Peter Royen den damals Bildhauerei studierenden, späteren Literaturnobelpreisträger Günter Grass kennen. Freundschaften mit weiteren bekannten Autoren wie Heinrich Böll und Peter Handke folgten in den Jahren darauf. Enge Freundschaft verband Royen mit dem Maler Karl Schwesig. Dieser führte ihn 1949 in die Rheinische Sezession ein und brachte ihn mit der Düsseldorfer Intellektuellenszene zusammen, so mit Wolfgang Langhoff, dem ersten Intendanten des Düsseldorfer Schauspielhauses nach dem Krieg.
Wegweisend in zweierlei Hinsicht war die Begegnung mit dem Bildhauer und Maler Shinkichi Tajiri. Zum einen brachte er Royen mit Museumsleitern in den Niederlanden in Kontakt, was in ersten Ankäufen durch öffentliche Sammlungen mündete. Zum anderen führte diese Hilfe von Tajiri bei ihm zu einem lebenslangen Interesse an gesellschafts- und kulturpolitischer Arbeit.
Ab 1948 arbeitete Peter Royen in den verschiedensten Gremien und Vereinigungen mit, so im Bundesverband Bildender Künstler, dem Düsseldorfer Künstlerverein „Malkasten“ und der Gruppe 53. Im Laufe der Jahre wurde er zu einem engagierten und energischen Unterstützer junger Künstler und vertrat gegenüber Politik und Gesellschaft leidenschaftlich künstlerrelevante Themen, wie bezahlbare Atelierräume oder Künstlerförderung.
Als Ehrung für sein herausragendes künstlerisches Schaffen und sein lebenslanges Engagement für Künstler wurden seine Werke in der Großen Kunstausstellung NRW Düsseldorf 2013 präsentiert. Im Rahmen dieser Ausstellung wurde ihm der „Kunstpreis der Künstler“ verliehen.
Peter Royen war, neben vielen weiteren Ehrungen im Laufe seines Lebens, Träger des Bundesverdienstkreuzes.
Seine Werke finden sich heute in vielen bedeutenden öffentlichen und privaten Sammlungen, so zum Beispiel im Stedelijk Museum Amsterdam und der Kunstsammlung von Königin Beatrix.
Am 18. Juni 2013 verstarb Peter Royen kurz nach seinem 90. Geburtstag. Verheiratet war er mit Christine, eine geborene Jülich (1929–2022). Sie haben drei Kinder Peter (1950–2025), Esmé und Nils aus der ersten Ehe von Christine mit dem damaligen Maler Kristian Dubbick-Rademacher (1921–2014), der ab 1949 das Unternehmen Krohne Messtechnik übernahm.

## Werk
Zu Beginn seiner Laufbahn sind die Holzschnitte von Peter Royen stark der gegenständlichen Darstellungswelt seines Lehrers Otto Pankok entlehnt. Gleichzeitig beginnt er jedoch mit seiner Malerei die Abstraktion und die gestalterischen Möglichkeiten der Farbe zu erkunden.
Lebenslanges Kennzeichen seiner Werke sind immer wiederkehrende Variationen seiner „Lieblingsnichtfarbe“ Weiß. Diese wurde von ihm mittels Schichtungen bearbeitet, in Kontrast zu weiteren Farben gestellt und deren Oberfläche in mannigfaltiger Art strukturiert und durchbrochen.
Auf die Frage, wie sein Gefühl war, als er das erste Mal auf diese Weise in weiß malte, sagte Royen: „Ich war überrascht, überrascht von der Wirkung. Und da bin ich dabei geblieben.“